# Julienne (bâtarde)
Pour les articles homonymes, voir Julienne.
Titre
Comtesse de Breteuil
1103 – 1123
Julienne (en anglais : Juliana ou Juliane, fl. 1103-1123) est une  fille bâtarde de Henri Beauclerc, roi d'Angleterre. Orderic Vital rapporte qu'elle est mariée à un vassal du roi, le comte Eustache de Breteuil, et que le couple se révolte contre leur suzerain. Julienne meurt en tant que religieuse à l'abbaye Notre-Dame de Fontevraud.

## Biographie

### Mariage
Julienne est la fille illégitime entre Henri Beauclerc, roi d'Angleterre et une concubine. Le roi donne Julienne comme épouse et la seigneurie de Pacy à Eustache, comte de Breteuil depuis 1103, fils illégitime de Guillaume de Breteuil. Ce mariage est arrangé par son père le roi afin de se trouver des alliés dans les fiefs anglais continentaux. On connaît du couple deux filles et un garçon, Guillaume, mort en 1136,.

### Révolte et fuite
En 1119, les nobles normands se révoltent contre le roi Henri, Eustache se laisse convaincre et menace de s'allier avec le roi de France Louis VI le Gros s'il ne lui rendait pas la tour d'Ivry, qui avait appartenu à ses prédécesseurs et qui était aux mains de Raoul II de Gaël, fils de sa tante Emma, sœur de son père Guillaume de Breteuil (r. 1071-1103). Henri fait traîner l'affaire tout en assurant le comte qu'elle se conclura. En gage, Raoul II doit donner son fils, gardien de la tour, en otage et Eustache ses filles à son beau-père. Mais le comte se laisse séduire par les promesses d'Amaury III de Montfort et arrache les yeux de son otage. En l’apprenant, le roi Henri livre ses petites-filles à Raoul II pour se venger, le seigneur fait arracher leurs yeux selon la loi du talion.
Eustache fortifie ses châteaux de Lire, Glos, Pont-Saint-Pierre et Pacy. Julienne est envoyée à Breteuil avec des troupes nécessaires pour garder la place. Mais les bourgeois, sachant que le comte n'était pas en position de force, sont loyaux au roi d'Angleterre et lui ouvrent les portes. Sous prétexte de négocier avec lui, elle le fait entrer dans la forteresse mais lui décoche un carreau d'arbalète. Le roi en réchappe miraculeusement et ordonne de détruire le pont pour que personne ne puisse entrer ni sortir. 
Au début du carême 1119, dans la troisième semaine de février, Julienne se laisse descendre le long de la muraille et descendit dans la fosse, pleine d'eau à moitié gelée. Elle réussit à fuir pour retrouver Eustache à Pacy ; le roi Henri, pour remercier Breteuil de sa fidélité, donne le château à Guillaume, fils de Raoul II de Gaël.

### Fin de vie et mort
Julienne et Eustache font la paix avec le roi Henri, qui laisse au seigneur la ville de Pacy et beaucoup d'argent. Après quelques années, en 1123, Julienne entre à la jeune Abbaye Notre-Dame de Fontevraud avec ses deux filles.  Son fils Guillaume ne portera que le nom de Pacy et ne retrouvera jamais la seigneurie de Breteuil.